# Ralph Sadler
Ralph Sadler, född 1507 i Hackney, Middlesex, död den 30 mars 1587 på sitt gods Standon i Hertfordshire, var en engelsk statsman.
Sadler uppfostrades i Thomas Cromwells hus, var som ung man dennes privatsekreterare och blev 1536 hovman i Henrik VIII:s tjänst. Han användes av denne flera gånger för viktiga diplomatiska uppdrag till Skottland. Han blev 1540 statssekreterare samt erhöll Knightvärdighet och stora jordagods. Under Edvard VI:s minderårighet tillhörde han som ivrig protestant protektorn Somersets anhängare. 
Sadler levde under Marias regering i tillbakadragenhet på sina gods, men inkallades vid Elisabets tronbestigning 1558 i Privy council och blev en bland hennes inflytelserikaste och högst betrodda rådgivare. Han sändes 1559 av henne till Skottland och lyckades åvägabringa försoning bland dess söndrade protestanter. År 1568 var Sadler en bland de ledande männen vid den engelska undersökningen i Maria Stuarts sak, och han anlitades under hennes fångenskap ofta vid förhandlingar med henne av drottning Elisabet. Augusti 1584-april 1585 var han Marias fångvaktare. En uppgift, att Sadler 1587 skulle ha sänts till Skottland för att utverka Jakob VI:s medgivande till hans mor Maria Stuarts avrättning, är inte historiskt bestyrkt. 
Sadlers efterlämnade korrespondens, The state papers and letters of sir Ralph Sadler (utgiven av Arthur Clifford i 3 band 1809 med biografisk inledning av sir Walter Scott), är historiskt värdefull, särskilt rörande skotska förhållanden.